# Hardthausen am Kocher
Hardthausen am Kocher est une commune de Bade-Wurtemberg (Allemagne), située dans l'arrondissement de Heilbronn, dans la région de Heilbronn-Franconie, dans le district de Stuttgart.

## Personnalités liées à la ville
- Marie-Éléonore de Nassau-Weilbourg (1636-1678), comtesse morte à Hardthausen am Kocher.
- Johann Wilhelm von Müller (1824-1866), ornithologue né et mort à Kochersteinsfeld.
- Wilhelm Vogt (1854-1938), homme politique né et mort à Gochsen.